# 郓城站
郓城站，位于中华人民共和国山东省菏泽市郓城县郓州街道，是京九铁路上的火车站，建于1996年，由中国铁路济南局集团聊城车务段管辖。

## 歷史
本站于1996年9月1日随京九铁路投入运营。
2020年，雄商高铁确定引入本站，计划在既有郓城站东侧新建高速车场及站房。
2024年8月1日起，因新建雄商高铁梁山至郓城段高铁正线线位占压既有站房，郓城站暂停办理客运业务，以便为新建雄商高铁正线让位。

## 車站周邊
- 郓城富西水果交易市场
- 中国农业发展银行郓城支行
- 郓城县实验中学